# Paralimna spatiosa
Paralimna spatiosa är en tvåvingeart som beskrevs av Bock 1988. Paralimna spatiosa ingår i släktet Paralimna och familjen vattenflugor. Inga underarter finns listade i Catalogue of Life.